# Mastigolejeunea porelloides
Mastigolejeunea porelloides là một loài Rêu trong họ Lejeuneaceae. Loài này được (S. Hatt.) R.M. Schust. mô tả khoa học đầu tiên năm 1963.